# Кънектикът
 За реката с това име вижте Кънектикът (река).  
Кънектикът (на английски: Connecticut – Кънѐтикът) е най-южният щат в региона Нова Англия в Съединените американски щати, със съкращение CT и столица Хартфорд. Граничи с Роуд Айлънд на изток, Масачузетс на север, Ню Йорк на запад и с Лонгайлъндски проток на юг. Най-големият град е Бриджпорт. Щатът е част от Нова Англия, въпреки че части от него често биват групирани с Ню Йорк и Ню Джързи като Трищатната област. Кръстен е на реката Кънектикът, която почти разделя щата. Думата „Кънектикът“ произхожда от различни англицизирани спелувания на алгонкинската думата за „дълга приливна река“.
Първите европейски заселници в Кънектикът са холандци, които създадават малко, краткотрайно селище, наречено Форт Хооп в Хартфорд, при сливането на реките Парк и Кънектикът. Половината от Кънектикът първоначално е част от холандската колония Нова Нидерландия, която включва голяма част от земята между реките Кънектикът и Делауеър, въпреки че първите големи селища са установени през 30-те години на XIX век от англичаните. Колониите Кънектикът и Ню Хейвън създават документи от Фундаментални ордени, считани за първите конституции в Америка. През 1662 г. трите колонии се сливат под една кралска харта, превръщайки Кънектикът в колония на Короната. Това е една от тринадесетте колонии, които отхвърлят британското управление в Американската революция.
Кънектикът е третият най-малък щат по площ, 29-ият най-населен и четвъртият най-гъсто населен от 50-те щати. Той е известен като „Щатът на конституцията“, „Щатът на индийско орехче“ и „Земя на постоянни навици“. Той е влиятелен в развитието на федералното правителство на Съединените щати.
Кънектикът е с население от 3 572 665 жители (2018) и обща площ от 14 359 km², от които 12 549 km² суша и 1810 km² (12,6%) вода.

## Градове
- Бриджпорт
- Бристол
- Данбъри
- Дарби
- Западен Хартфорд
- Източен Хартфорд
- Мидълтаун
- Милфорд
- Норуок
- Ню Лъндън
- Ню Хейвън
- Стамфорд
- Стратфорд
- Торингтън
- Уотърбъри
- Хартфорд
- Шелтън

## Градчета
- Уестпорт
- Дариан
- Гринуич
- Личфийлд
- Ню Канаан
- Рединг
- Роксбъри
- Уинчестър
- Феърфийлд

## Окръзи
Кънектикът е разделен на 8 окръга:
1. Мидълсекс
2. Толънд
3. Уиндъм
4. Личфийлд
5. Ню Лъндън
6. Ню Хейвън
7. Феърфилд
8. Хартфорд

## Личности
Родени в Кънектикът
- Хариет Бичър Стоу
- Джордж У. Буш
- Марк Твен
- Катрин Хепбърн
- Трийт Уилямс
- Ноа Уебстър и др.

Жители на Кънектикът
- П. Т. Барнум
- Майкъл Болтън
- Ан Колтър
- Мег Райън и др.